# Sozialer Tatbestand
Sozialer Tatbestand ist ein soziologischer Fachbegriff, der von Émile Durkheim geprägt wurde (fait social). Von René König wurde der Ausdruck fait social mit soziologischer Tatbestand übersetzt. Soziale Tatbestände/Tatsachen sind Gegenstand der empirischen Sozialforschung.

## Ansatz
Laut Durkheim ist ein sozialer Tatbestand „(...) jede mehr oder minder festgelegte Art des Handelns, die die Fähigkeit besitzt, auf den Einzelnen einen äußeren Zwang auszuüben; oder auch, die im Bereiche einer gegebenen Gesellschaft allgemein auftritt, wobei sie ein von ihren individuellen Äußerungen unabhängiges Eigenleben besitzt.“ Dies bedeutet, dass jegliche Handlung, die sich innerhalb der Gesellschaft vollzieht und vollzogen wird, einen „sozialen Tatbestand“ darstellt. Die Handlung muss jedoch von „sozialem Interesse“ sein. Er richtet sein Augenmerk zunächst darauf, die sozialen Tatbestände verstandesmäßig-empirisch zu erfassen („Was ist soziale Tatsache?“) und sie unter Regeln zu bringen, um sie der Spekulation und Ideologie zu entziehen. So schafft er Platz für die praktische Vernunft („Wie wollen wir leben?“).

### Die Objektivität sozialer Tatbestände als soziale Zwänge
Laut Durkheim bedarf ein „sozialer Tatbestand“ einer besonderen Art der Betrachtung. Da sich das betrachtende Individuum selbst in der Gesellschaft befindet und selbst von sozialen Tatbeständen betroffen ist, in ihnen involviert ist und von ihnen beeinflusst wird, muss der Betrachter versuchen, sich von seiner subjektiven Wahrnehmung zu lösen. Um „soziale Tatbestände“ beobachten und beschreiben zu können, ist es also laut Durkheim unabdingbar, die Fähigkeit zu besitzen, den Tatbestand objektiv, von außen betrachten zu können.
Beispiel: Untersucht man etwa Währungen, Moralvorstellungen, Gesetze, Sitten und Gebräuche soziologisch, so haben sie alle gemeinsam, dass sie unabhängig vom Einzelnen existieren und sich seiner Kontrolle entziehen. Ebenso üben alle einen gewissen Zwang aus, da wir uns mit ihnen arrangieren müssen. Der Zwang wird aber lediglich unbewusst wahrgenommen und erst dann Gegenstand von Reflexion, wenn man sich außerhalb der durch den sozialen Tatbestand gesteckten Grenzen befindet.
„Die erste und grundlegende Regel besteht darin, die soziologischen Tatbestände wie Dinge zu behandeln“ (Durkheim). Eine Orientierung an den Naturwissenschaften wird explizit gefordert („natürliche Neigung des Verstandes“). Soziale Tatbestände sollen wie Dinge aufgefasst werden und nicht als „Begriffsbildungen, die wir in sämtlichen Religionen beigemengt finden.“  So entgeht man nach Durkheim der „Ideologie“. Auch „Ethik“ ist für ihn Ideologie (nur „Idee“).
„Soziale Typen“ dienen der Gruppierung der Tatsachen bzw. der Dinge.

### Soziale Ursachen
Der Zwang auf die Individuen wird über die „öffentliche Meinung“ ausgeübt. Sie ist „Substrat“ (= ursächliche Unterlage), die nicht im Individuum gelegt worden ist. Ihre Wirkung auf Handeln, Denken und Fühlen („Klassen von Tatbeständen“) der Individuen ist „zwingend“. Damit ist für Durkheim das „Soziale“ definiert. 
Später schwächt Durkheim diesen „Zwang“ ab und spricht von „aufdrängen“, da auch er die „Autonomie des Individuums“ nicht leugnen will: Einerseits sei der Mensch ein soziales Wesen – andererseits ein Individuum. Ersteres hat bei Durkheim absolute Priorität. Am Beispiel des Selbstmordes will er zeigen, dass auch diese scheinbar höchst individuelle Erscheinung durch soziale Tatsachen verursacht wird.
Den Nachweis der Existenz des Substrats sieht Durkheim in der Statistik (die Anzahl, Häufungen, Änderungen von Geburten, Eheschließungen oder Selbstmorden sind soziale Tatbestände), womit allerdings nur die Wirkungen des Substrates, nicht aber dessen Ursachen selbst erfasst werden. Hier spricht er annahmeweise vom (seinerseits sozialen) „Kollektivgeist“. Grundsätzlich wird auch hier Durkheims generelles Postulat erkennbar: Soziales nur durch Soziales erklären!

### Soziale Tatsachen und sozialer Wandel
Die sozialen Tatbestände sind einerseits relativ stabile Attribute der sozialen Realität, andererseits verändern sie sich infolge des Handelns der Individuen. Diese Prozesse zu analysieren, ist eben die Aufgabe der Soziologie.

### Außerhalb der Soziologie
In der Linguistik wird auch die Sprache als "fait social" angesehen.